# Stroj času

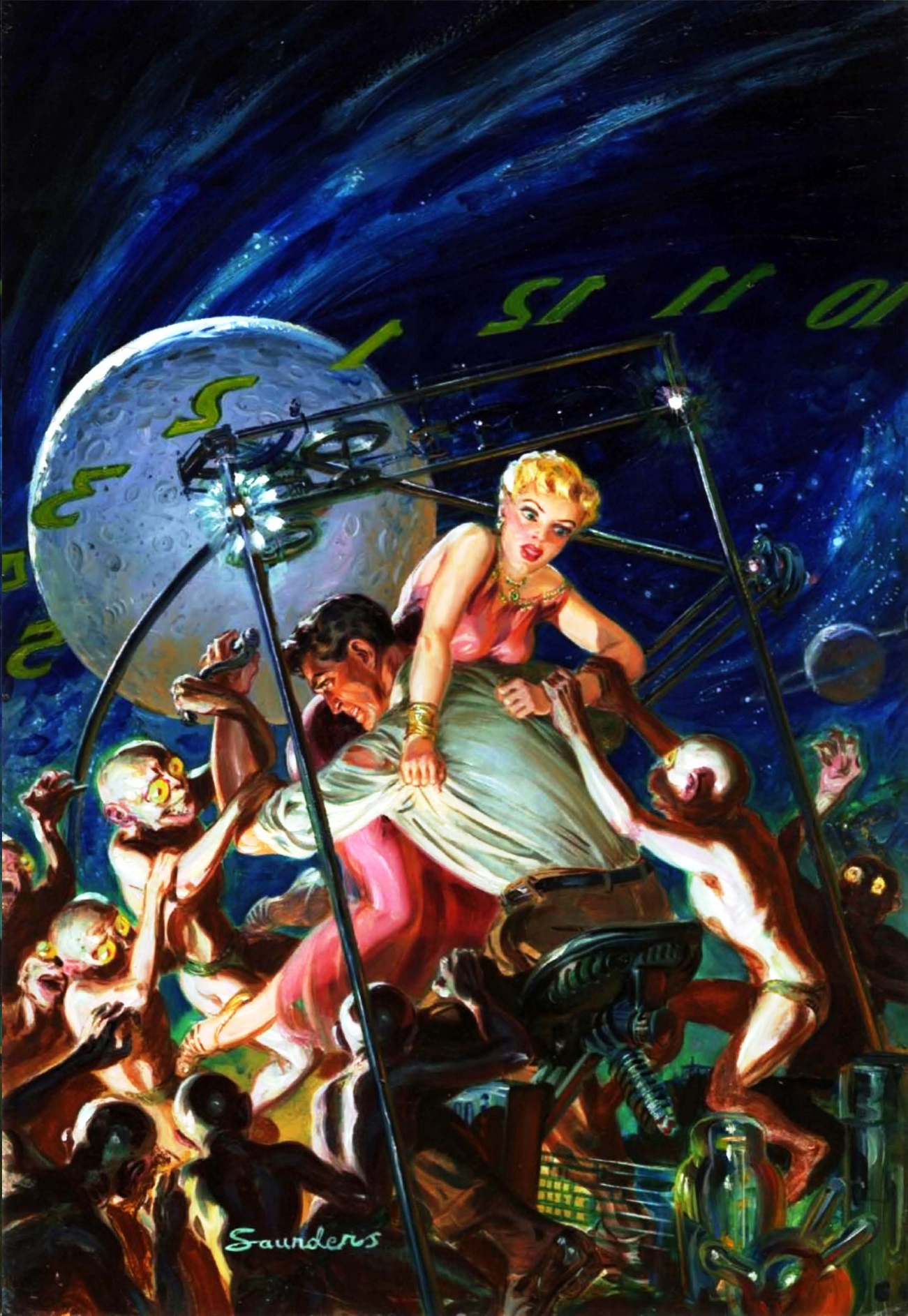
Stroj času podle Normana Saunderse

Stroj času je označení pro zařízení umožňující reálné cestování v čase. Různé fiktivní stroje času se vyskytují zejména v uměleckých dílech sci-fi. Může být zpodobněn například jako fantastický dopravní stroj, třeba jako zvláštní letoun, hvězdolet, kosmický koráb, plavidlo apod. s tím, že vlastní princip cestování časem (respektive časoprostorem) zde obvykle není nijak popsán.

## Příklady odrazu v umění

### Zahraniční umění
- Román Stroj času anglického spisovatele Herberta George Wellse z roku 1895 popisuje cestu do daleké budoucnosti.

### České umění
- V romanetu Jakuba Arbesa Newtonův mozek z roku 1877 absolvuje hrdina cestu proti času a vidí dějiny lidstva jako dějiny násilí a válek.[1]